# آشپزی لیبریایی

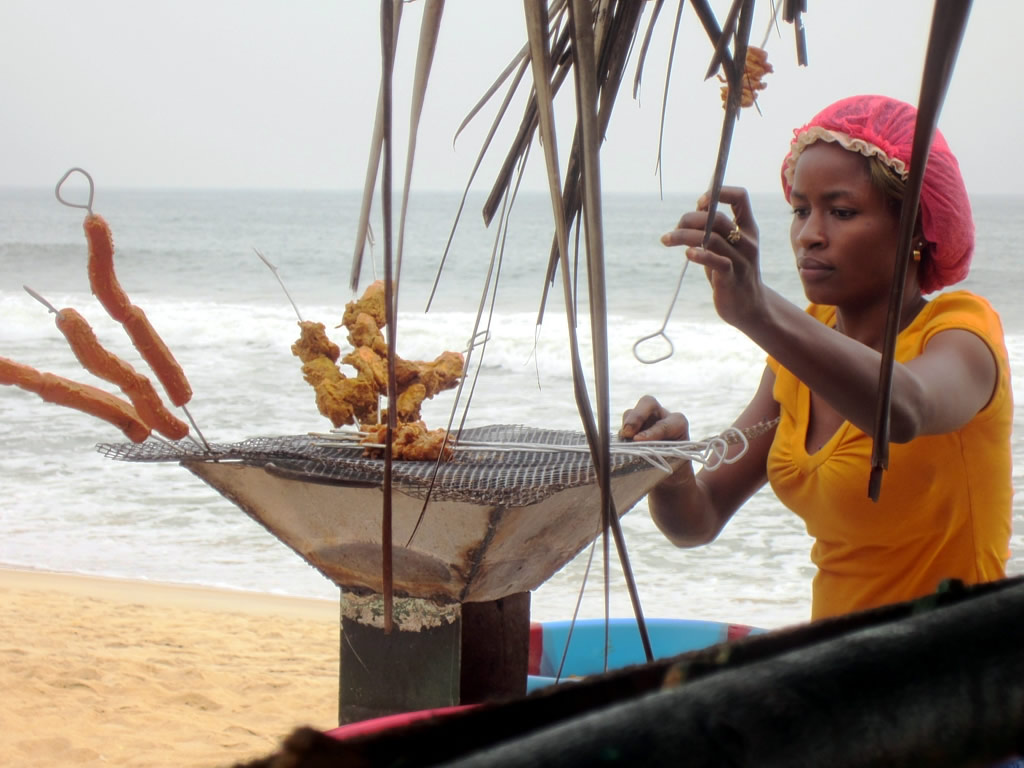
باربیکیوی ساحلی در سینکور، مونروویا، لیبریا

موقعیت مکانی لیبریا

آشپزی لیبریایی به آشپزی خاصی از لیبریا اشاره دارد. این آشپزی بر پایه غذاهای منحصر به فردی از برنج، کاساوا، موز، یام، میوه‌ها و سبزیجات گرمسیری (سیب‌زمینی، سبزیجات، برگ کاساوا، بامیه، کلم) و همچنین ماهی و گوشت استوار است. آشپزی لیبریایی تحت تأثیر فرهنگ آمریکایی آفریقایی از طریق لیبریایی‌های آمریکایی و غذاها و دستورهای کارائیبی نیز قرار دارد.
لیبریا همچنین موارد سنتی در تنوری کردن دارد که شامل نان ذرت، نان ترش، نان برنج، نان موز و کیک‌ها می‌شود.

## مواد غذایی اصلی

### نشاسته‌ها
برنج یکی از مواد اصلی رژیم غذایی لیبریا است، چه برنج تجاری و چه برنج محلی ("برنج باتلاقی")، و معمولاً به صورت "خشک" (بدون سس)، با خورشت یا سوپ روی آن، به شکل برنج جولوف کلاسیک، یا به صورت آرد برای تهیه "نان محلی" سرو می‌شود. ریشه کاساوا یا تاپیوکا فرآوری شده و به غذاهای نشاسته‌ای مانند "فوفو" (با استفاده از کاساوا خشک) و "دامبوی" (با استفاده از کاساوا پخته) تبدیل می‌شود. یکی از غذاهای محبوب کاساوا کوبیده شده، نوع منطقه‌ای شمال شرقی به نام گلیا-گبار است که با محبت به آن GB یا "گبی" گفته می‌شود و معمولاً با یک سوپ مخلوط گوشت تند سرو می‌شود. همچنین "ایدوز" (ریشه‌های تارو) نیز خورده می‌شود.

### میوه‌ها و سبزیجات
مواد اولیه محبوب در آشپزی لیبریایی شامل کاساوا، موز، مرکبات، موز سبز شیرین یا معمولی، نارگیل، بامیه و سیب‌زمینی شیرین است. خورش‌های سنگین با ادویه‌های هابانرو و فلفل‌های اسکاتچ بونت محبوب هستند و معمولاً با "فوفو" خورده می‌شوند. سبزیجات سیب‌زمینی، که گیاه برگدار سیب‌زمینی شیرین است، به‌طور گسترده‌ای کشت و مصرف می‌شود، همچنین «بیتربال» (یک سبزی کوچک شبیه به بادمجان) و بامیه نیز رایج هستند.
خورشت‌های محبوب دیگر که به آن‌ها «سوپ» گفته می‌شود شامل توبرگی، برگ تلخ، برگ کاساوا و سس پالاور است. توبرگی شامل بادمجان‌های آفریقایی است که پخته و با روغن نخل تخمیر شده ادویه‌دار می‌شود. این خورشت معمولاً طعمی تلخ دارد و به‌طور معمول با مردم لورما که در منطقه لوفا زندگی می‌کنند، مرتبط است.
برگ تلخ، که توسط سیرالئون‌ها به عنوان «بیتاس» شناخته می‌شود، شامل برگ‌های تلخ است که با دانه‌های ملون آسیاب شده مخلوط می‌شود.
برگ کاساوا، که به عنوان «گباساجاما» شناخته می‌شود، از برگ‌های کاساوا آسیاب شده تهیه می‌شود. این برگ‌ها سپس در یک آبگوشت پخته و نرم می‌شوند و با روغن نخل قرمز مخلوط می‌شوند.
سس پالاور شامل برگ‌های جوت است که به عنوان «پلاتو» نیز شناخته می‌شود و در یک گوشتابه پخته می‌شوند.

### ماهی و گوشت
ماهی یکی از منابع اصلی پروتئین حیوانی در لیبریا است، به طوری که یک مطالعه در سال ۱۹۹۷ نشان داد که در کشورهای بالای گینه (که لیبریا نیز جزو آن‌هاست)، ماهی ۳۰ تا ۸۰ درصد پروتئین‌های حیوانی در رژیم غذایی را تشکیل می‌دهد. با این حال، مطالعات نشان داده‌اند که در این منطقه، مصرف ماهی از دهه ۱۹۷۰ تا ۱۹۹۰ به دلیل «تخریب زمین و حوضه‌های آبخیز» کاهش یافته است. ماهی‌های کوچک خشک شده به عنوان ماهی‌های استخوانی شناخته می‌شوند.

#### گوشت شکار
گوشت شکار در لیبریا به‌طور گسترده‌ای مصرف می‌شود و به عنوان یک خوراکی لذیذ شناخته می‌شود. یک نظرسنجی عمومی در سال ۲۰۰۴ نشان داد که گوشت وحشی در میان مردم مونرویا به عنوان دومین منبع پروتئین پس از ماهی رتبه‌بندی شده است. از خانوارهایی که گوشت وحشی مصرف می‌کردند، ۸۰٪ ساکنان گفتند که گاهی آن را می‌پزند، در حالی که ۱۳٪ هفته‌ای یک بار و ۷٪ روزانه گوشت وحشی می‌پزند. این نظرسنجی در طول جنگ داخلی آخر انجام شد و اکنون برآورد می‌شود که مصرف گوشت وحشی بسیار بیشتر از آن زمان است.
گونه‌های در حال انقراض در لیبریا برای مصرف انسانی شکار می‌شوند. گونه‌هایی که برای غذا در لیبریا شکار می‌شوند شامل فیل‌ها، اسب آبی کوتوله، شامپانزه‌ها، پلنگ‌ها، غزال‌های کوچک و انواع مختلف میمون‌ها هستند.

### الکل
در حالی که لیبریا برخی از آبجوها و مشروبات استاندارد را تولید، وارد و مصرف می‌کند، شراب نخل سنتی که از تخمیر شیره درخت نخل تهیه می‌شود، بسیار محبوب است. شراب نخل می‌تواند به‌طور مستقیم نوشیده شود، به عنوان جایگزین مخمر در نان استفاده شود یا پس از ترش شدن به عنوان سرکه مورد استفاده قرار گیرد. همچنین، یک رام محلی از نیشکر تهیه می‌شود که به آن «عصاره نیشکر» یا گانا گانا گفته می‌شود.